# Heat Wave
Cover der Single „Heat Wave“

Link zum Bild

A-Seite der Single „Heat Wave“

Link zum Bild

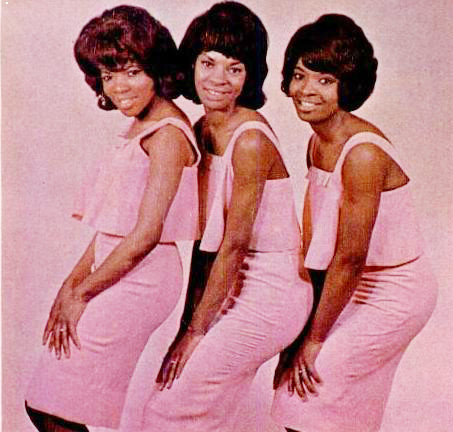
Martha & the Vandellas (1965)

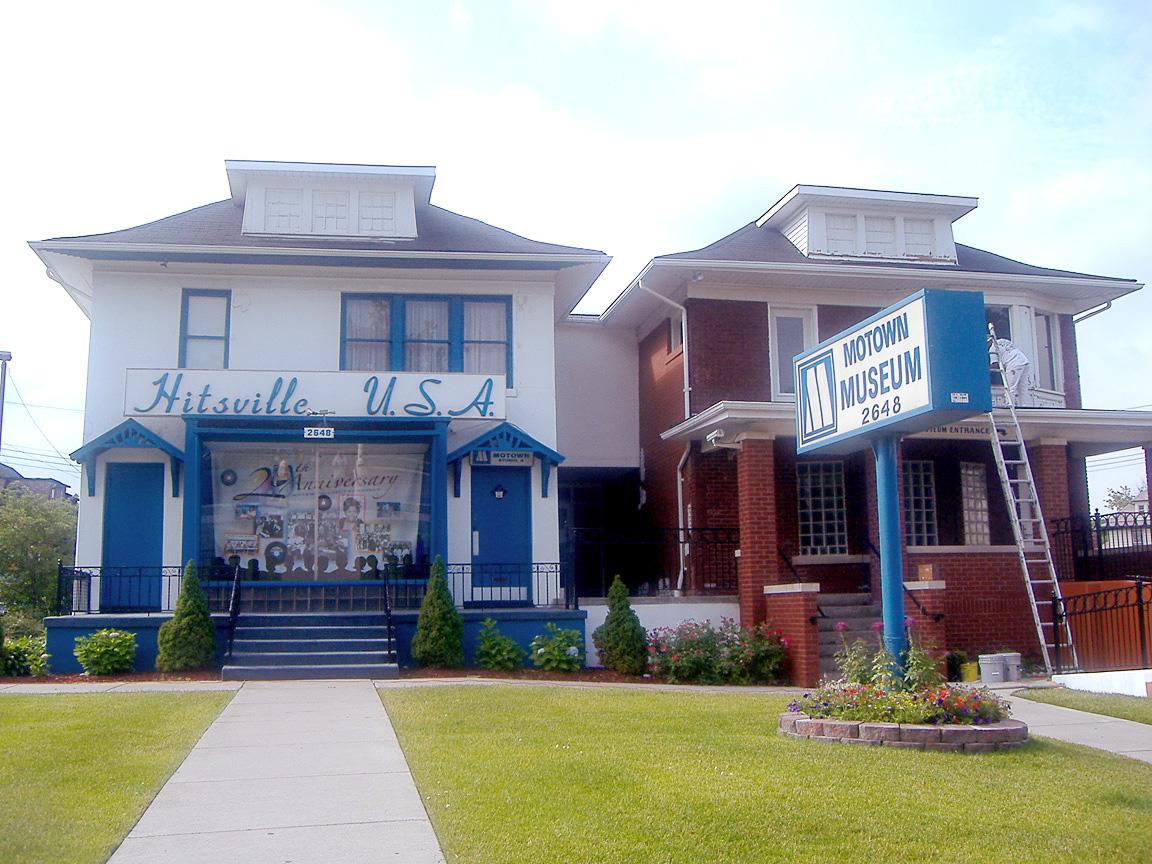
„Hitsville USA“, das Aufnahmestudio von Motown in Detroit

Heat Wave ist ein Song, der 1963 vom Autorenteam Holland–Dozier–Holland geschrieben wurde. Er wurde populär durch die Motown-Girlgroup Martha & the Vandellas, deren Version am 10. Juli 1963 als Single auf dem Motown-Tochterlabel Gordy Records veröffentlicht wurde. Die Single kam auf Platz 1 der Billboard Hot R&B Charts, wo sie vier Wochen blieb, und stieg bis auf Platz 4 der Billboard Hot 100.
1975 nahm die US-amerikanische Sängerin Linda Ronstadt den Song auf. Die Single erreichte Platz 5 in den Billboard-, Platz 4 in den Cashbox- und Platz 6 in den Record World-Charts. Der Song erschien auch auf ihrem Album „Prisoner in Disguise“, das 1975 Platinum-Status erreichte. 2010 kam der Brite Phil Collins mit einer Coverversion in die Billboard Adult Contemporary Chart.

## Originalversion von Martha & the Vandellas
„Heat Wave“ war einer von vielen Songs, die von dem Songwriter- und Produzententeam Holland-Dozier-Holland geschrieben und produziert wurden. Es war die zweite Hit-Zusammenarbeit zwischen "Martha and the Vandellas" und dem Team nach „Come and Get These Memories“. Im Text von „Heat Wave“ singt die Erzählerin über den Mann, der ihr Herz „vor Verlangen brennen“ lässt und sie „verrückt“ werden lässt, weil sie seine Liebe spürt, und sie sich fragt: Ist das die Art und Weise, wie die Liebe sein sollte?" Cash Box beschrieb ihn als „tanzbaren Rock-A-Twister“ mit Chartpotential. Das Lied wird oft als „(Love Is Like a) Heat Wave“ bezeichnet, aber der Titel auf dem Etikett der Original-Single von 1963 lautete einfach „Heat Wave“. Das Stück auf der B-Seite war „A Love Like Yours (Don't Come Knocking Everyday)“.
Komponiert und arrangiert mit einem Gospel-Backbeat, Jazz-Obertönen und Doo-Wop-Ruf- und Antwortgesang, war „Heat Wave“ einer der ersten Songs, die den charakteristischen, später als Motown Sound bezeichneten Musikstil verkörperten. Die Single war ein Durchbruchshit und erreichte Platz 4 der Billboard Hot 100 und Platz 1 der Billboard R&B Singles Chart. Es brachte der Gruppe auch die einzige Grammy-Award-Nominierung für die beste Rhythm-and-Blues-Aufnahme des Jahres 1964 ein.
Der Erfolg von „Heat Wave“ trug dazu bei, sowohl Martha & the Vandellas als auch Holland-Dozier-Holland populär zu machen und festigte Motown als starke Kraft im US-amerikanischen Musikbusiness.
Der Song wurde am 20. Juni 1963 in Hitsville U.S.A. aufgenommen, wie das Motown-Studio in der Zentrale in Detroit im Firmenjargon liebevoll genannt wurde.
Im Jahr 1995 wurde das Trio in die Rock and Roll Hall of Fame aufgenommen. „Heat Wave“ und Dancing in the Street wurden in die Rock and Roll Hall of Fame's 500 Songs that Shaped Rock and Roll aufgenommen. Im Jahr 2004 wählte der Rolling Stone Martha and the Vandellas auf Platz 96 seiner Liste der 100 größten Künstler aller Zeiten.

### Rezeption
Die Version von Martha and the Vandellas wurde 1970 in dem Film The Boys in the Band in einer Szene verwendet, in der ein improvisierter Line Dance zu der Aufnahme aufführt wird. Auch im Remake wurde das Lied für diese Szene genutzt. Sie kam auch in Brian De Palmas 1976 Film Carrie – Des Satans jüngste Tochter und in More American Graffiti von 1979 zum Einsatz. In dem 1992 veröffentlichten Film Sister Act sang Whoopi Goldberg den Song (arranged by Marc Shaiman) in einer Vegas-Nachtclub-Nummer im Stil der Girlgroups der 60er Jahre.
In einem Video aus dem Jahr 2007 zeigte John Sebastian, der Gründer von The Lovin' Spoonful, wie er aus dem Drei-Akkord-Intro von „Heat Wave“ durch Beschleunigung das Intro von „Do You Believe in Magic“ entwickelte. Dieser Song war die Debütsingle von Lovin’ Spoonful und kam bis auf Platz neun der Billboard Hot 100.
Der Song wurde in Dave Marshs 1989 erschienenem Buch „The Heart of Rock & Soul“ auf Platz 50 der größten Singles aller Zeiten gesetzt. Die Redaktion von Billboard wählte ihn auf Platz 12 ihrer Liste der 100 besten Girlgroup-Songs aller Zeiten. Im Jahr 2021 wurde er vom Rolling Stone auf Platz 257 der 500 besten Songs aller Zeiten gelistet.

### Besetzung
Getragen wurde der Song durch den Gesang von Martha Reeves und den Backgroundsängerinnen Rosalind Ashford und Annette Beard, begleitet wurden sie von the Funk Brothers mit Richard "Pistol" Allen am Schlagzeug, James Jamerson am Kontrabass, Joe Hunter am Klavier, Robert White und Eddie Willis an den Gitarren und Andrew "Mike" Terry, der ein prägnantes Baritonsaxophonsolo beitrug.

## Version von Linda Ronstadt

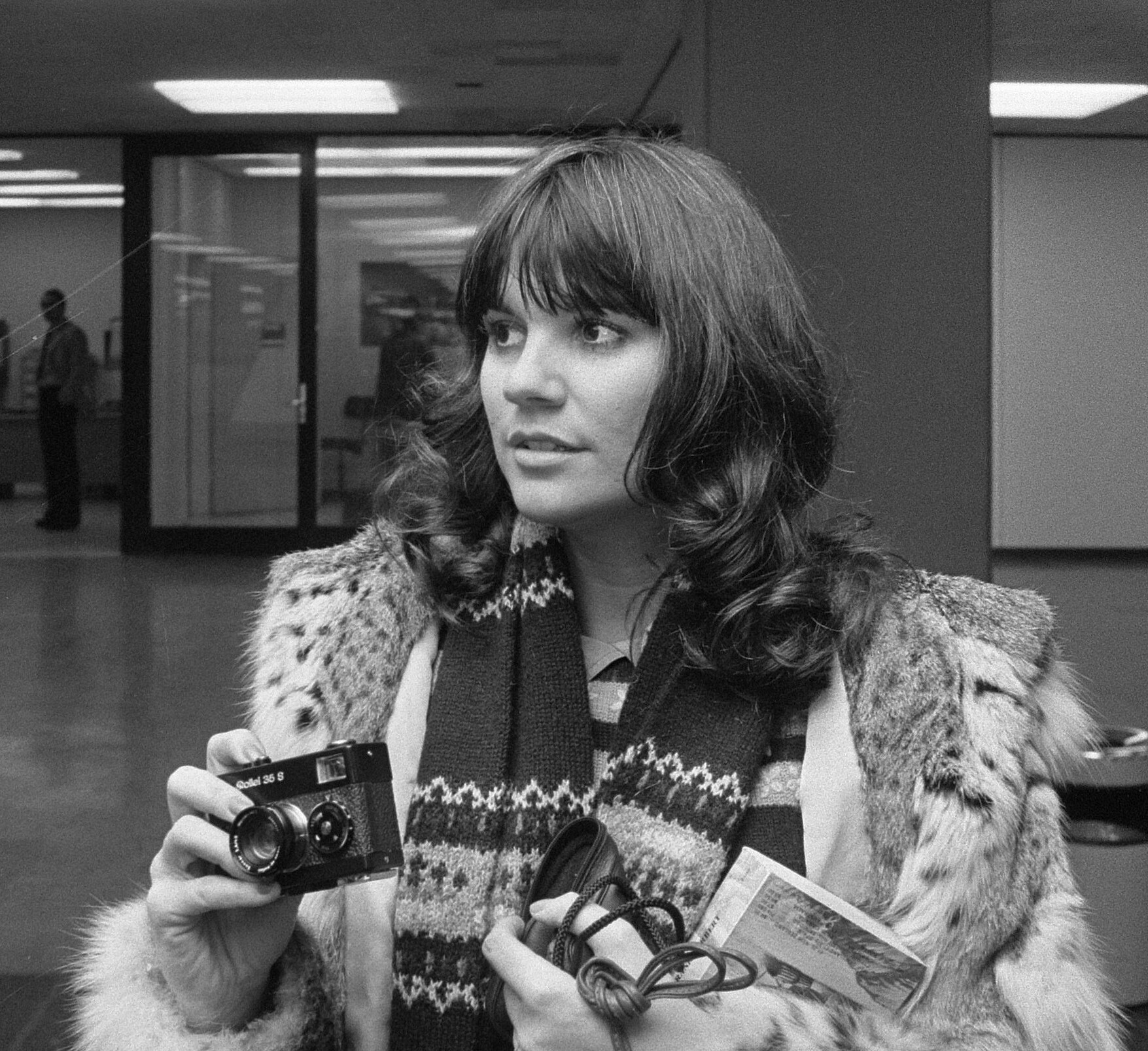
Linda Ronstadt (1976)

Linda Ronstadt nahm „Heat Wave“ für ihr Album „Prisoner in Disguise“ auf, das im Frühjahr 1975 in der Sound Factory in Hollywood aufgenommen und im Oktober veröffentlicht wurde. Ronstadts Sideman Andrew Gold berichtete dem Rolling Stone, dass der Song zuerst als Zugabe bei einem Konzert von der Band gespielt wurde und wegen des Erfolgs dann in das ständige Programm übernommen wurde.
Laut Rolling Stone wurde „Heat Wave“ auf Veranlassung von Ronstadts Produzent Peter Asher in einem zeit- und arbeitsaufwendigen Prozess immer weiter perfektioniert.

### Besetzung
Linda Ronstadt sang die Melodie, Andrew Gold spielte Gitarren, Schlagzeug, Klavier, Solina String Ensemble, Congas, Handclap und sang Background, Kenny Edwards spielte Bass und sang ebenfalls Background, Peter Asher steuerte noch Handclaps bei.

## Version von Phil Collins

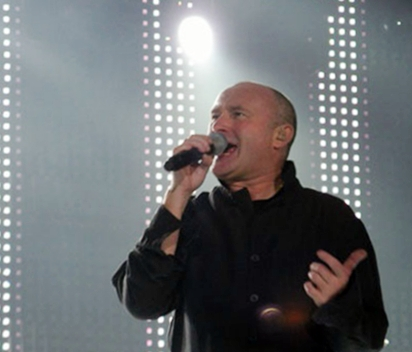
Phil Collins (2005)

2010 nahm Phil Collins „Heat Wave“ für sein Coveralbum Going Back neu auf, wobei der Titel als Leadsingle diente, die erste Single-Veröffentlichung von Phil Collins nach über fünf Jahren. Die Mehrzahl der Titel auf „Going Back“ waren Remakes von Motown-Klassikern, wobei drei Mitglieder der Funk Brothers mitwirkten: Bob Babbitt, Ray Monette und Eddie Willis.
Am 31. Juli 2010 veröffentlichte Atlantic Records das Musikvideo zu „Heat Wave“, in dem Collins den Song mit einem großen Ensemble von Musikern und Backgroundsängern performt, die mit ihm während mehrerer Auftritte zur Promotion des Albums im Sommer 2010 auftraten.

### Besetzung
Phil Collins sang für diese Aufnahme und spielte Schlagzeug und Keyboards. Begleitet wurde er von Eddie Willis und Ray Monette an den Gitarren, Bob Babbitt am Bass, Graeme Blevins am Tenorsaxophon, Phil Todd am Baritonsaxophon, das wieder solistisch hervortrat, Guy Barker und Tom Rees-Roberts an den Trompeten, John Aram an der Posaune. Connie Jackson und Lynne Fiddmont bildeten den Begleitchor.